# SK状元榜
SK状元榜是SK集团赞助、北京广播电视台青年频道周更的高中生智力竞赛节目，于2000年首播，2016年改版为”SK极智少年强”，在中国中央电视台少儿频道播出。主持人有：徐春妮、蔡紫、杨雅淇。节目形式参考了韩国EBS“奖学Quiz”。